# Julie Duval
Pour les articles homonymes, voir Duval.

a Compétitions nationales et continentales officielles uniquement.

b Matchs officiels uniquement.
Dernière mise à jour le 8 décembre 2019.
Julie Duval, née le 31 décembre 1987 à L'Aigle (Orne), est une joueuse internationale française de rugby à XV évoluant au poste de pilier. Elle joue avec l'Ovalie caennaise et en équipe de France de 2012 à 2018.

## Parcours
Issue d'une famille nombreuse, avec quatre frères et cinq sœurs, elle est très tôt initiée au monde du rugby, ses quatre frères pratiquant ce sport. Elle commence au sein des clubs scolaires, à Rai puis à L'Aigle. Elle rejoint ensuite l'Ovalie caennaise à l'âge de 18 ans. Sur la directive de son entraîneur Stéphanie Provost, elle évolue dans son jeu, passant du poste d'ailière au poste de pilier, après avoir également joué au centre et en deuxième ligne.
C'est au sein de ce club qu'elle est retenue pour la première fois pour évoluer avec l'équipe de France, pour un stage préparatoire à Marcoussis pour une rencontre en novembre 2012 face à l'Angleterre. Elle obtient sa première sélection lors de cette rencontre. En 2013, elle se blesse à la main avant le deuxième match du tournoi. En 2014, elle participe au tournoi, la France remportant le Grand Chelem. 
Elle n'est toutefois pas retenue pour défendre les couleurs de l'équipe de France lors de la Coupe du monde 2014 disputée en France.
Elle dispute le tournoi 2015, où la France termine à la deuxième place, participant aux cinq rencontres, dont trois en tant que titulaire.
En 2017, elle est retenue dans le groupe pour disputer la Coupe du monde féminine de rugby à XV 2017 en Irlande.
En 2018, elle participe au grand chelem de l'équipe de France dans le Tournoi des Six Nations.
Le 22 janvier 2019, elle annonce qu'elle met un terme à sa carrière internationale avec effet immédiat. Initialement convoquée dans le groupe pour disputer le Tournoi des Six Nations 2019, elle déclare vouloir « passer le témoin aux futures générations ». En 2019, elle arrête également sa carrière de joueuse à l'Ovalie caennaise et devient co-présidente du club.

### En club
- Depuis 2005  : Ovalie caennaise

### En équipe nationale
- Première sélection en équipe de France le 3 novembre 2012 face à l'Angleterre
- 45 sélections en équipe de France de 2012 à 2018

## Palmarès
- Tournoi des Six Nations :
  - Vainqueur (3) : 2014 (Grand Chelem), 2016 et 2018 (Grand Chelem)
  - Seconde place (2) :  2013 et 2015
- Coupe du monde :
  - 3e en 2014 et 2017